# Meyer Habib
Meyer Habib (Parijs, 28 april 1961) is een Frans-Israëlisch politicus. 
Habib is geboren in Parijs uit een Frans-Tunesisch gezin en zit sinds 9 juni 2013 namens de liberale UDI in het Franse parlement.